# Hedychium griffithianum
Hedychium griffithianum är en enhjärtbladig växtart som beskrevs av Nathaniel Wallich. Hedychium griffithianum ingår i släktet Hedychium och familjen Zingiberaceae. Inga underarter finns listade i Catalogue of Life.